# Kintampo North Municipal District
Kintampo North Municipal District är ett distrikt i Ghana.   Det ligger i regionen Brong-Ahaforegionen, i den centrala delen av landet, 300 km norr om huvudstaden Accra. Antalet invånare är 95 480. Arean är 5,1 kvadratkilometer. Kintampo North Municipal District gränsar till Central Gonja. 
Terrängen i Kintampo North Municipal District är mycket platt.